# Oog (rondworm)
Er zijn rondwormen met een of twee ogen, waarbij er meestal twee ogen aanwezig zijn, zoals bij Chromadorina bioculata, Oncholaimus vesicarius, Enoplus anisospiculus en Deontostoma californicum.
De rondwormen met twee ogen leven in zoet- of zoutwater. De vrouwelijke Mermis nigrescens-rondworm heeft slechts een oog, waarvan de bouw afwijkt van de ogen van rondwormen die er twee hebben. Deze ogen bevatten melanine als schaduwpigment, terwijl dat bij Mermis nigrescens oxyhemoglobine bevat. Het oog van Mermis nigrescens bestaat uit een holle cilinder. en het rode pigment binnenin bleek hemoglobine te zijn. Deze hemoglobine, meestal als oxyhemoglobine, is dicht geconcentreerd in kristallijne vorm. De cilinder bleek een ocellus met een soort hoornvlies te zijn.